# Cathetosaurus
Cathetosaurus („svislý ještěr“) byl rod sauropodního dinosaura z kladu Macronaria a čeledi Camarasauridae, formálně popsaného v roce 1988 z Colorada (USA). Fosilie dinosaura byly objeveny v sedimentech souvrství Morrison na území coloradského kraje Mesa a mají stáří zhruba 155 až 150 milionů let (období svrchní jury, stupeň kimmeridž až tithon).

## Objev a pojmenování

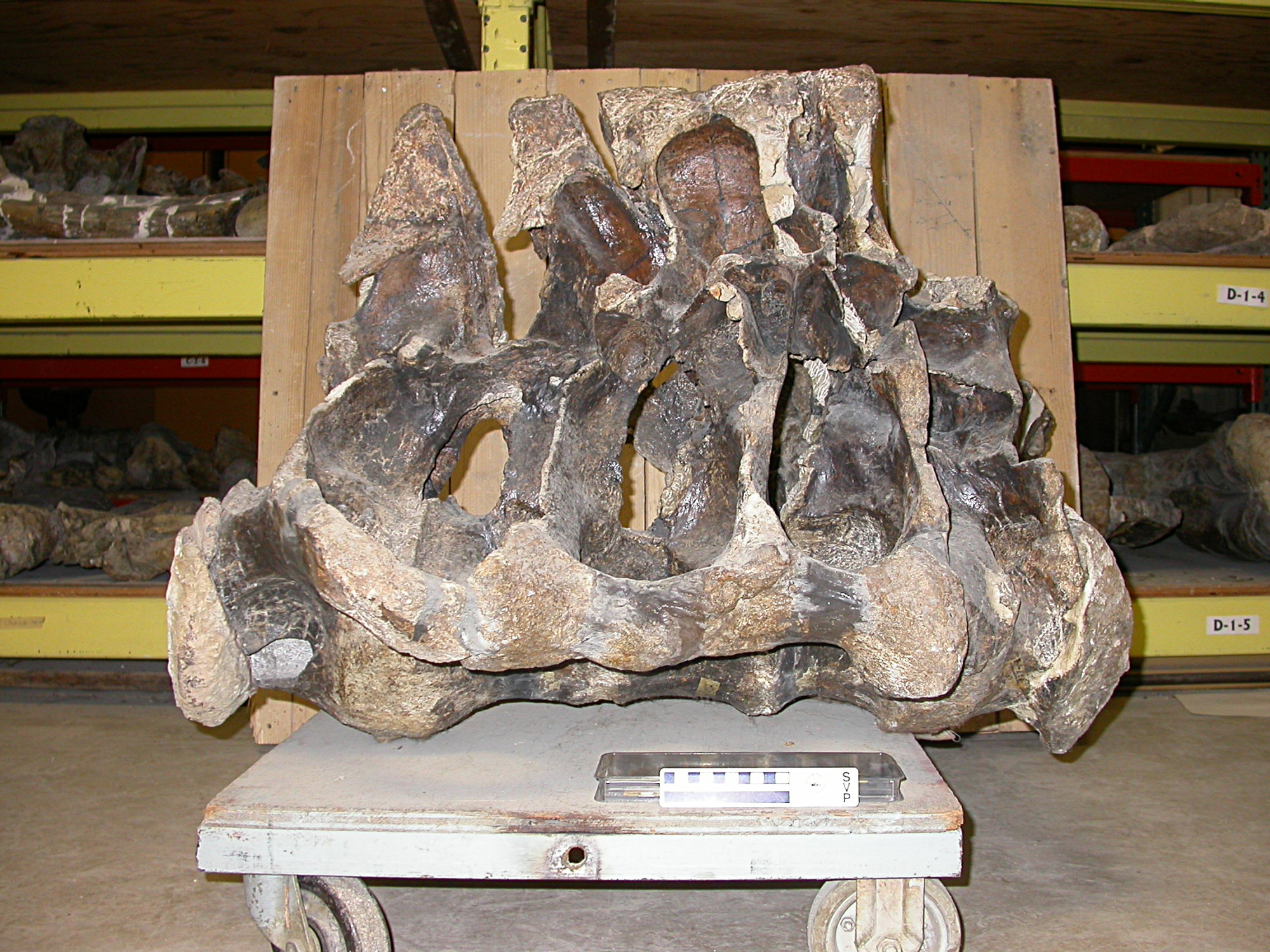
Cathetosaurus lewisi - fosilní křížové obratle (holotyp BYU 9047).

Původně byly fosilie tohoto sauropoda řazeny do rodu Camarasaurus, americký badatel James A. Jensen je ale v roce 1988 přiřadil k samostatnému rodu Cathetosaurus. V roce 1996 byl na základě dalšího výzkumu tento rod opět vřazen pod rod Camarasaurus jako synonymní. Výzkum dalšího jedince, objeveného v lomu Howe-Stephens Quarry na území Wyomingu v roce 2013 však ukázal, že se skutečně jedná o samostatný rod kamarasauridního sauropoda.

## Popis
Výzkum dochovaných otisků měkkých tkání na čelisti rodu Cathetosaurus (exemplář s katalogovým označením SMA 0002) publikovaný v roce 2016 doložil, že zaživa měli tito sauropodi zřejmě dobře vyvinuté dásně a možná i rohovinový pokryv čelistí v podobě jakéhosi "zobáku". Cathetosaurus byl zřejmě menším až středně velkým sauropodem, dochovaný holotyp měří na délku kolem 13,3 metru a jeho hmotnost mohla činit přibližně 8 tun.